# Festuca gamisansii
Festuca gamisansii är en gräsart som beskrevs av Michel François-Jacques Kerguélen. Festuca gamisansii ingår i släktet svinglar, och familjen gräs. Inga underarter finns listade i Catalogue of Life.